# District de Montluçon
Le district de Montluçon fut une division territoriale française du département de l'Allier de 1790 à 1795.
Il comprenait les cantons de Montluçon, Désertines, Estivareilles, Huriel, Lignerolles, Marcillat, Néris, Saint-Désiré et Saint-Sauvier.